# Церква святих апостолів Петра і Павла (Дружба)
Церква святих апостолів Петра і Павла в Дружбі — парафія і храм Теребовлянського благочиння Тернопільської єпархії Православної церкви України в смт Дружба Тернопільського району Тернопільської области.

## Відомості
12 липня 1991 року єпископ Тернопільський і Бучацький Василій освятив перший камінь під будівництво храму святих апостолів Петра і Павла. Нагадуванням про цю подію є фігура Божої Матері та пам'ятний хрест поруч.
Будівництво храму тривало 18 років і здійснювалося за кошти місцевої православної громади.
12 липня 2009 року, у храмовий празник, відбулася перша свята Літургія. У торжествах взяли участь священники Теребовлянського благочиння ПЦУ, церковні братства з сусідніх сіл та парафіяни.
Неподалік від храму, родина Василя і Людмили Рудьків збудувала капличку Божої Матері в пам'ять про свою доньку Наталю. Тут на свято Вознесіння Господнього звершують урочисте богослужіння. Біля каплички також облаштована купальня, де на Богоявлення освячують воду.

## Парохи
- о. Василь Мариновський (з липня 1992).